# Boechera hirshbergiae
Boechera hirshbergiae là một loài thực vật có hoa trong họ Cải. Loài này được (S.Boyd) Al-Shehbaz mô tả khoa học đầu tiên năm 2003.